# 전영은
전영은은 대한민국 여자 경보 선수로, 2014년 아시안 게임 20km 경보 동메달리스트다.

## 주요 성적
| 2014년 | 경보 20km | 2014년 아시안 게임 | 인천 | 3 |